# Bongor
Bongor – miasto w południowo-zachodnim Czadzie, nad rzeką Logone, przy granicy z Kamerunem, w regionie Mayo-Kebbi Est, departament Mayo-Boneye. Liczy ponad 30 tys. mieszkańców. W mieście znajduje się port lotniczy Bongor.